# Hopfgarten im Brixental
Hopfgarten im Brixental è un comune austriaco di 5 657 abitanti nel distretto di Kitzbühel, in Tirolo; ha lo status di comune mercato (Marktgemeinde).